# Boën-sur-Lignon
Boën-sur-Lignon (do 1 sierpnia 2012 Boën) – miejscowość i gmina we Francji, w regionie Owernia-Rodan-Alpy, w departamencie Loara.
Według danych na rok 1990 gminę zamieszkiwało 3 256 osób, a gęstość zaludnienia wynosiła 543 os./km² (wśród 2880 gmin regionu Rodan-Alpy Boën plasuje się na 271. miejscu pod względem liczby ludności, natomiast pod względem powierzchni na miejscu 1437.).

## Galeria

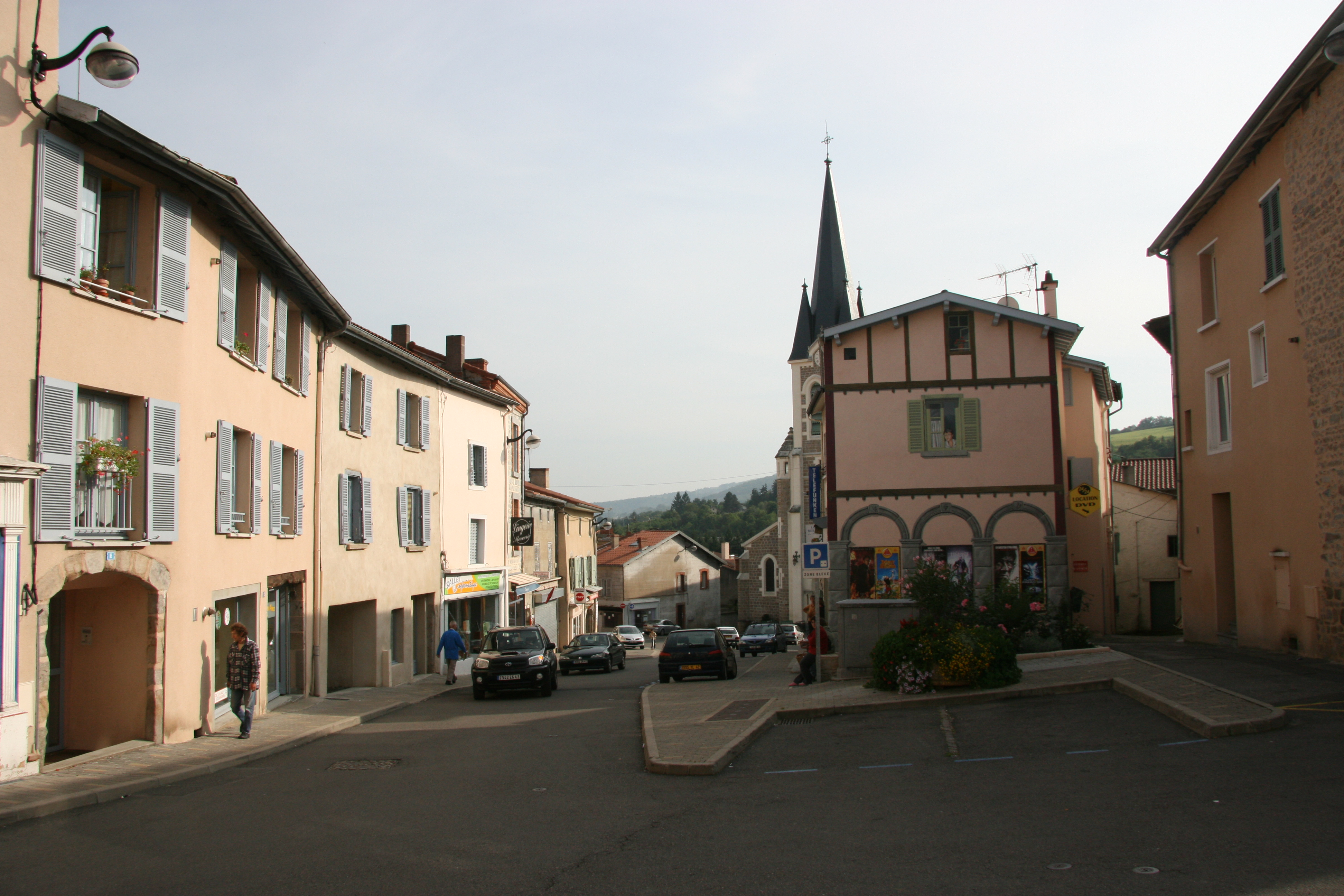
Plac św. Wincenta w Boën, 2008
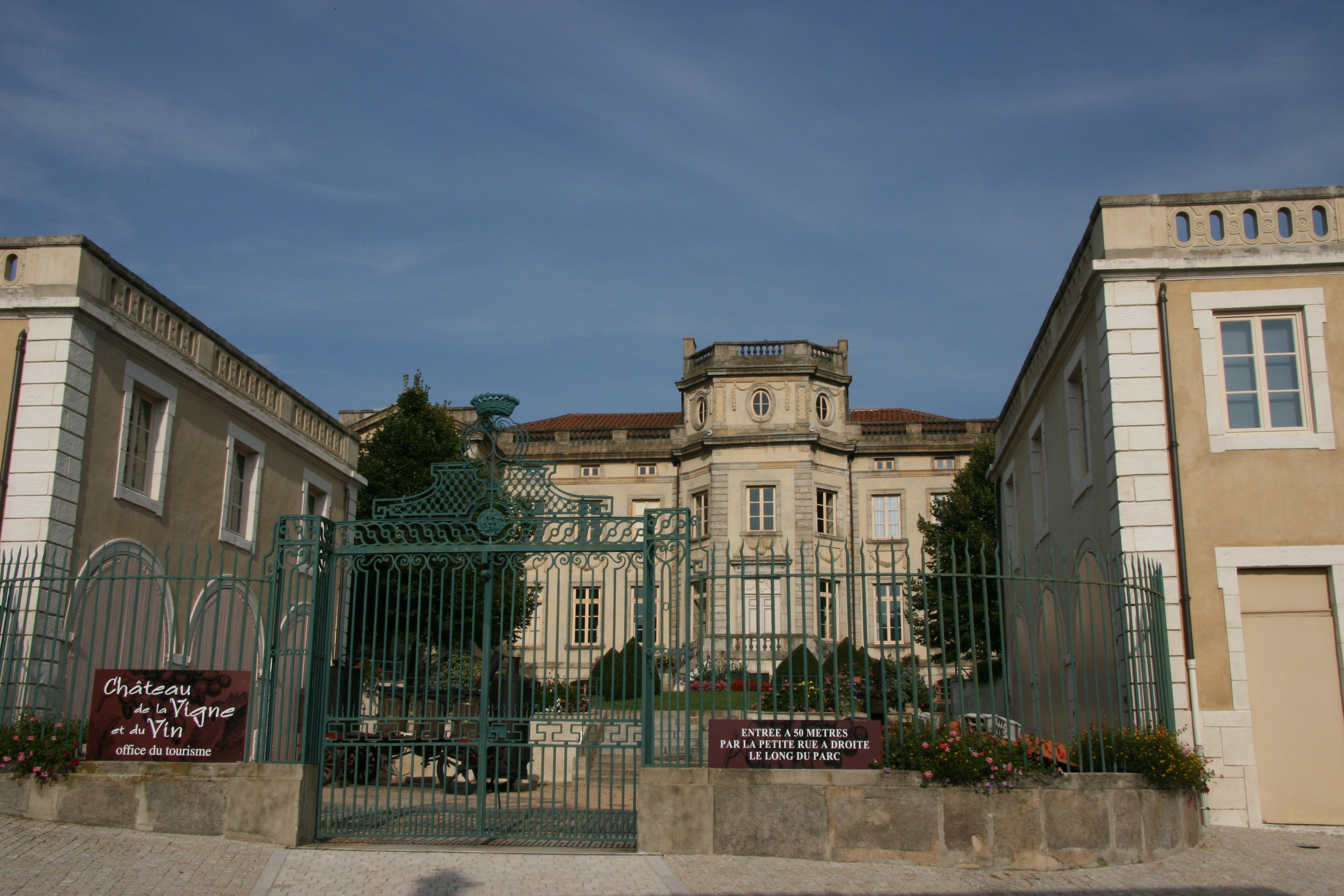
Zamek w Boën, 2008
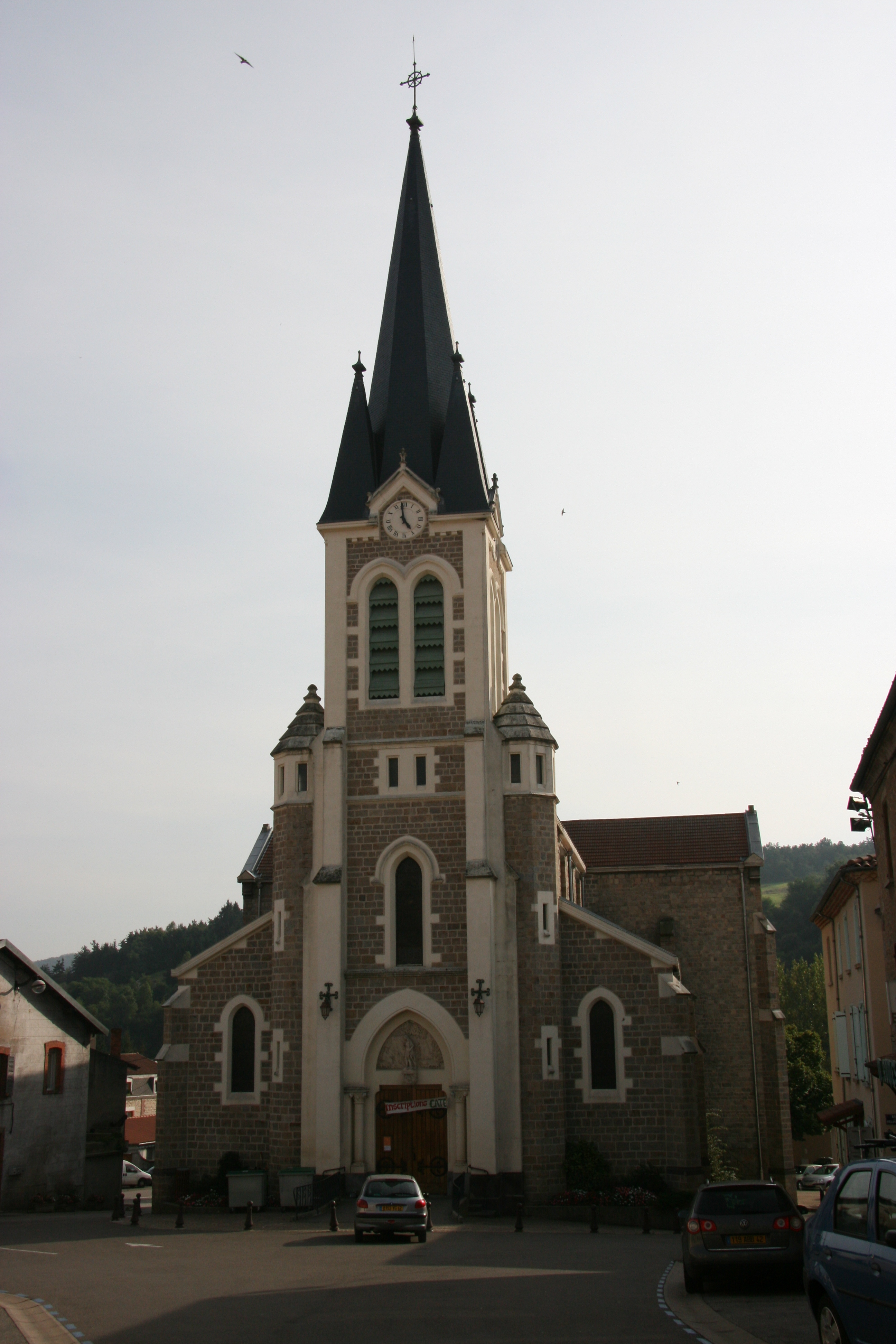
Kościół w Boën, 2008
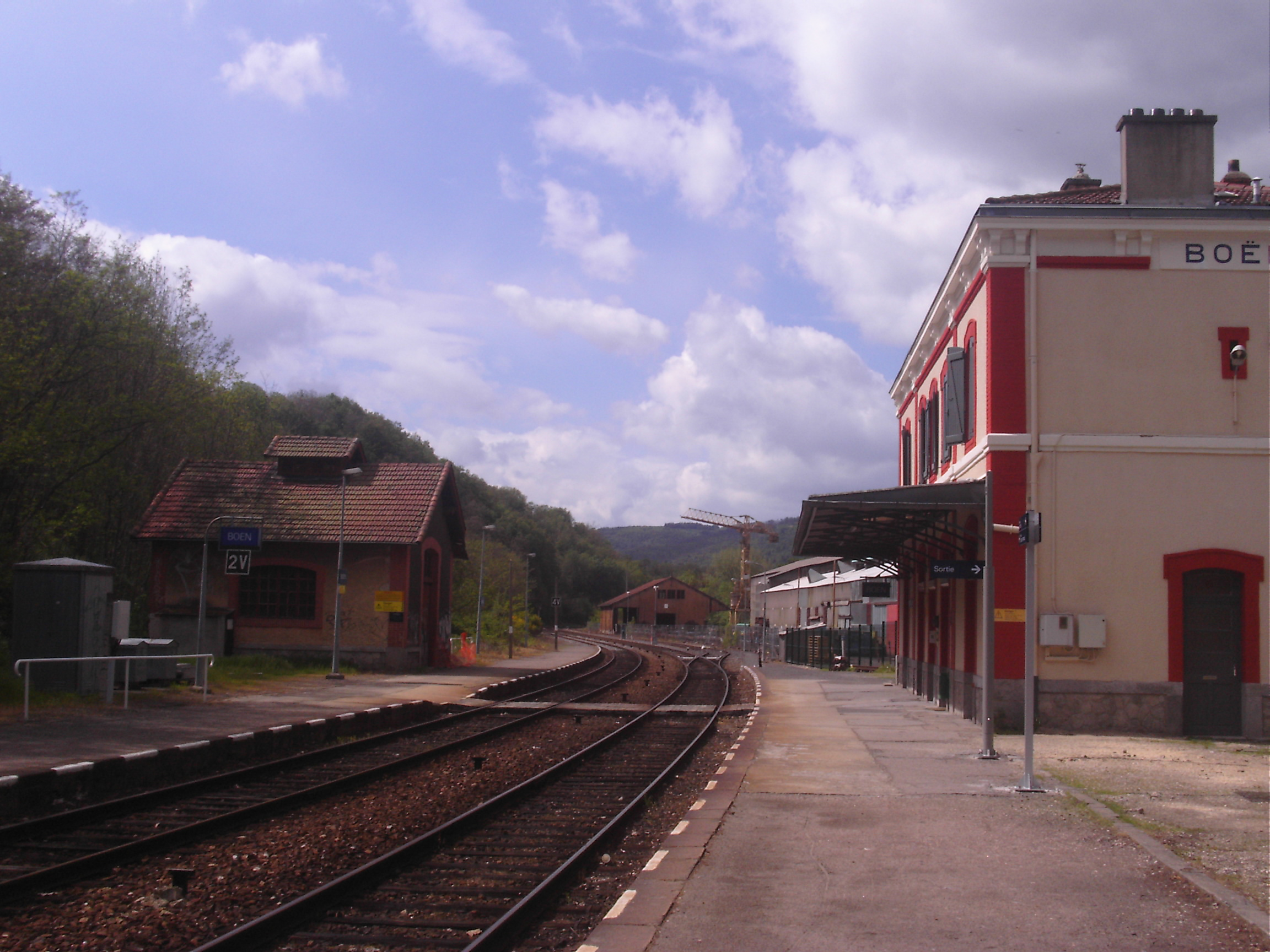
Dworzec kolejowy w Boën, 2005